# Konzerthaus Blaibach
Das Konzerthaus Blaibach liegt in Blaibach in der Oberpfalz. Es bietet Platz für Konzerte, Kulturveranstaltungen und Ausstellungen.

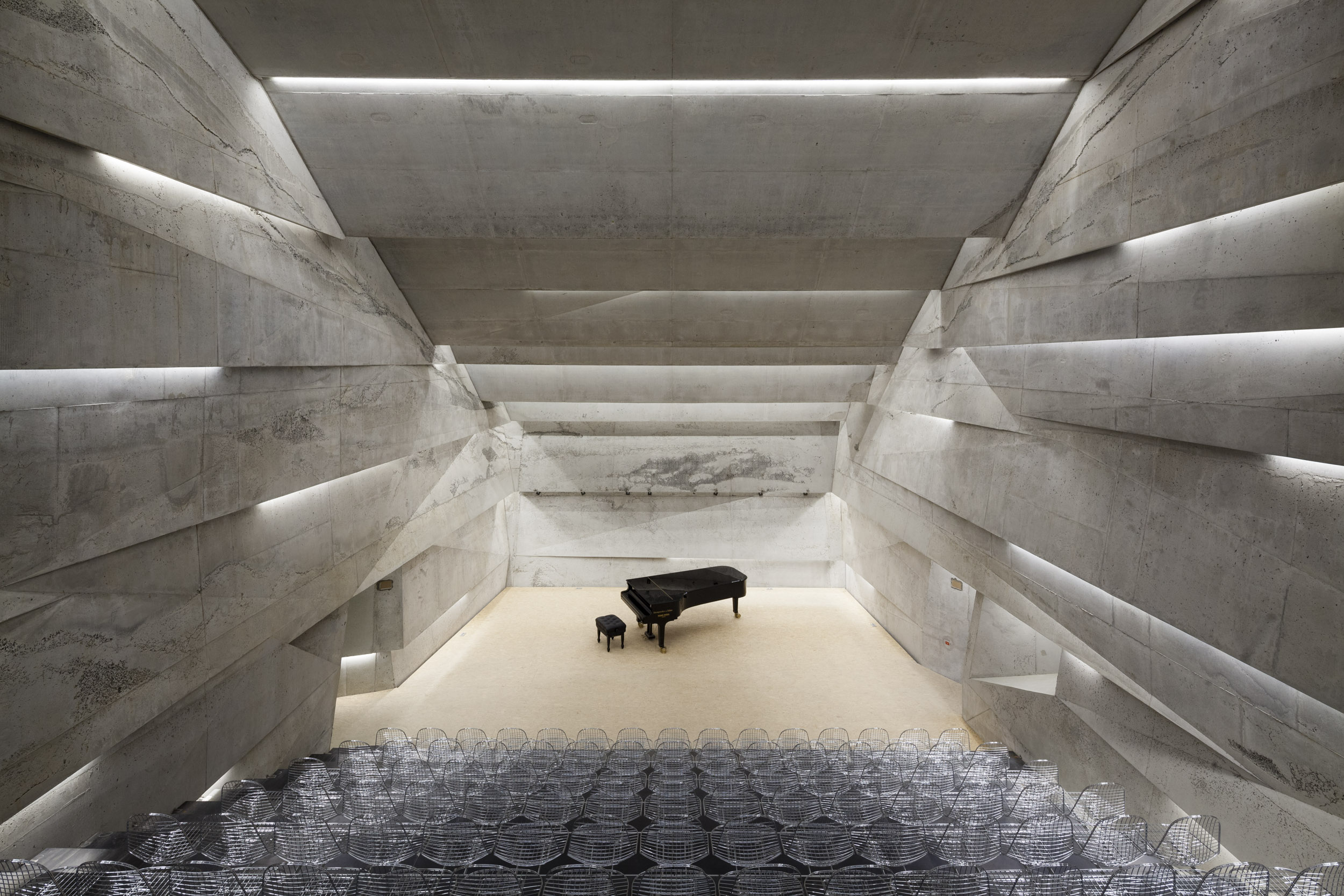
Konzertsaal

## Geschichte

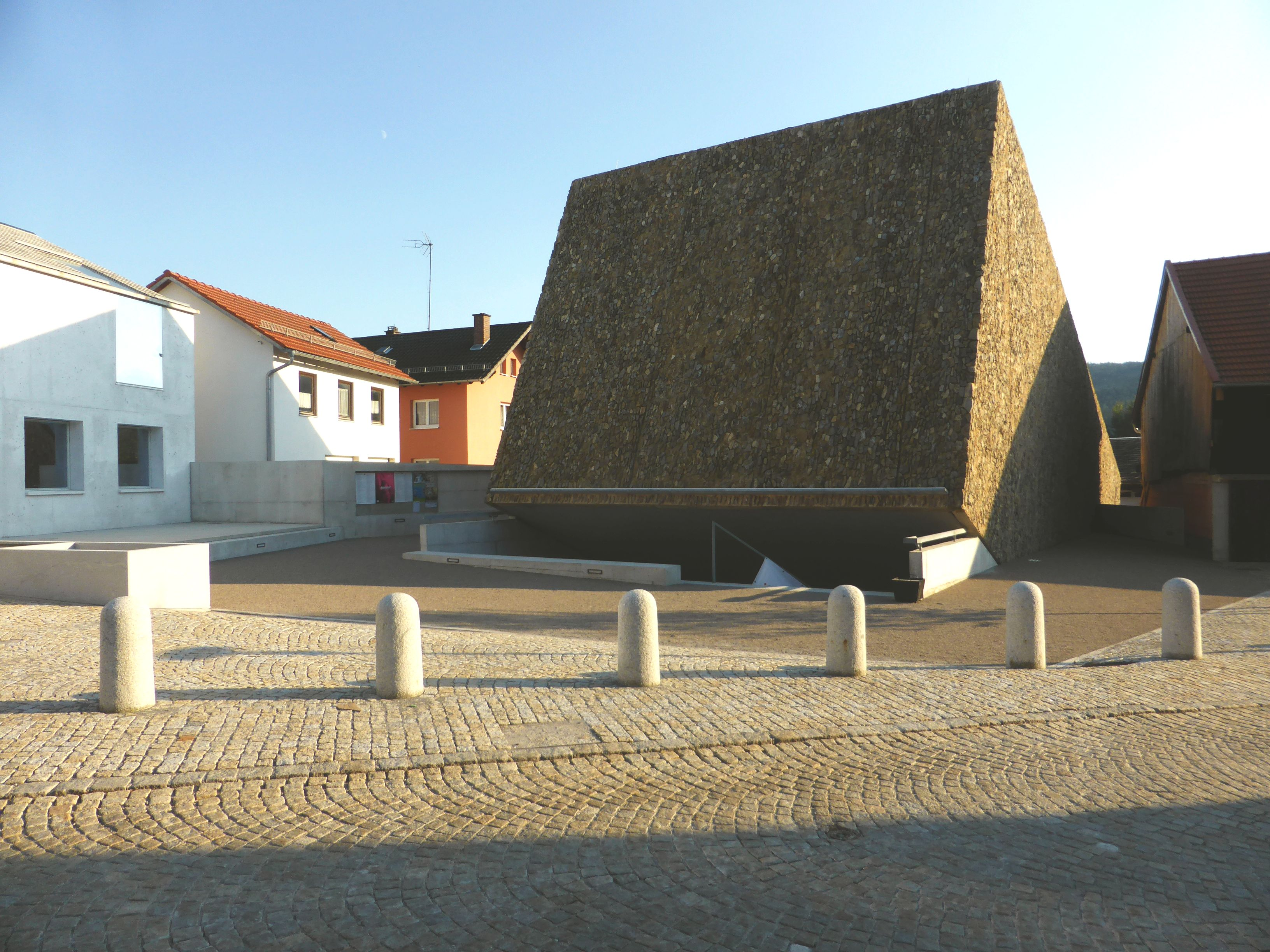
Konzerthaus Blaibach

Die Initiative zur Realisierung dieses Konzerthauses stammt von dem Sänger Thomas E. Bauer. Der 560 Quadratmeter große Bau wurde 2014 nach Plänen des Münchner Architekten Peter Haimerl errichtet. Haimerl hatte zuvor das „Blaue Haus“ zu einem Bürgerhaus für die Gemeinde umgebaut. Neben dem Bürgerhaus und dem Konzerthaus wurde das Waidlerhaus, das unter Denkmalschutz steht, von ihm saniert und innen stark verändert.
Das Konzerthaus war vor seiner Errichtung in der Bevölkerung heftig umstritten. Grund dafür waren sowohl die Idee an sich als auch die moderne architektonische Gestaltung. Ein geplanter Bürgerentscheid scheiterte aufgrund von Formfehlern. Die Kosten des Konzerthauses betrugen 1,6 Millionen Euro, wovon die Gemeinde Blaibach etwa 300.000 Euro übernahm. Seine Realisierung wird auch als „das Wunder von Blaibach“ bezeichnet.
Im Januar 2025 gab Plácido Domingo ein Konzert im Konzerthaus Blaibach.

## Architektur

### Außenraum

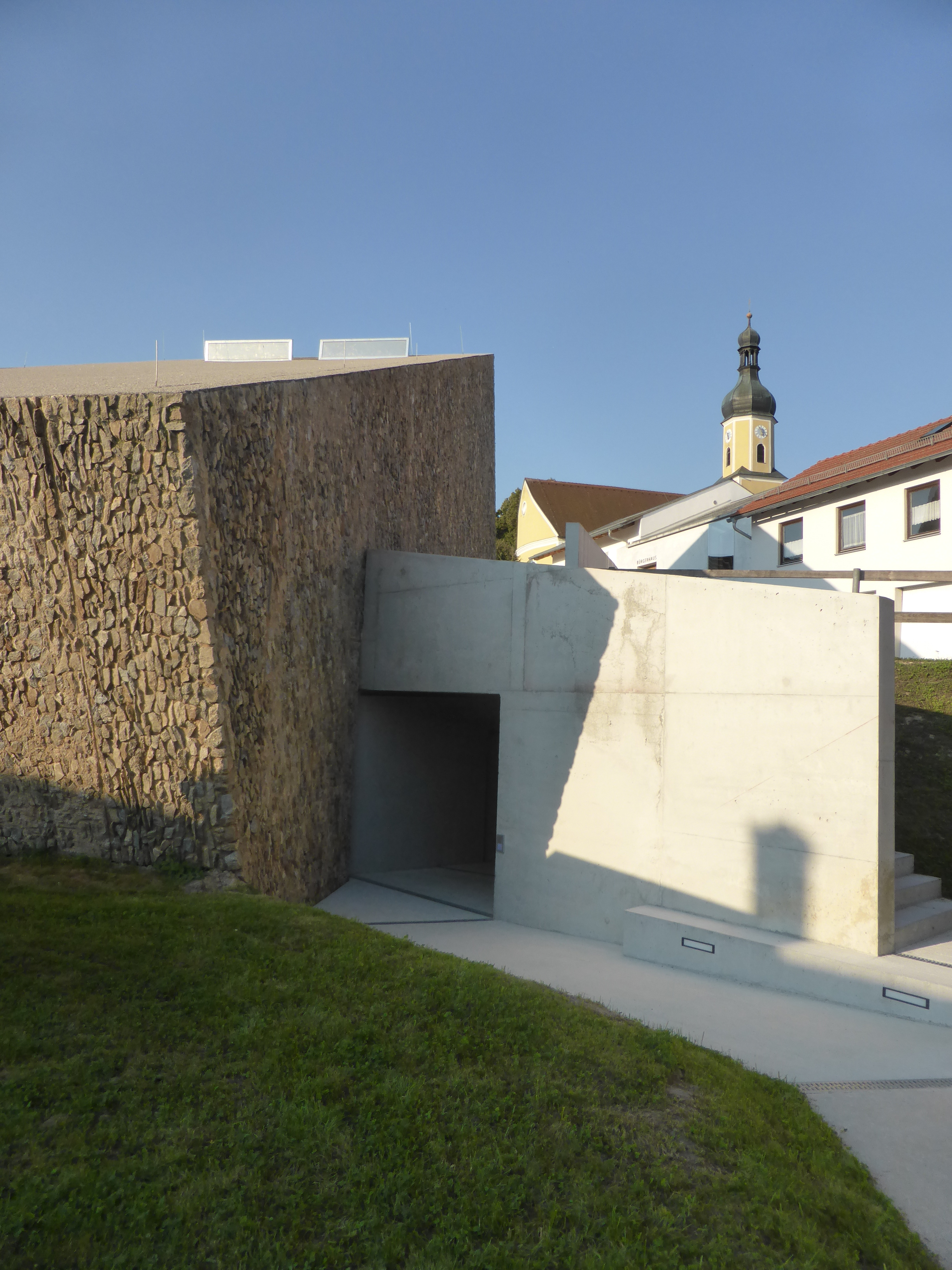
Konzerthaus Blaibach

Die Fassade besteht aus einzelnen, zusammengesetzten Granitsteinen und erinnert an die Wurzeln Blaibachs als Steinhauerdorf. Die abfallende Topographie der Dorfmitte wird ausgenutzt, indem sich das Konzerthaus wie ein gekippter Kubus in die Erde eingräbt.

### Innenraum
Der Konzertsaal bietet Platz für 200 Zuhörer, und auf der Bühne können bis zu 60 Musiker spielen. Die Innengestaltung ist geprägt durch hellen Glasbeton (auskragende Elemente), der für eine exzellente Akustik sorgt. Im Untergeschoss sind unter dem Platz der neuen Ortsmitte die Nebenräume angeordnet. Tiefenabsorber und Beleuchtung sind in den Wandschlitzen und unter den Stuhlreihen angebracht.

## Konzertsaal-Ranking (weltweit)
Der Konzertsaal ist nach Welt-Feuilletonautor Manuel Brug der viertschönste Konzertsaal der Welt.

## Briefmarke
2019 wählte die Deutsche Post das Konzerthaus Blaibach als Motiv eines ihrer Sonderpostwertzeichen aus. Erstausgabetag der Briefmarke im Nennwert von 145 Cent war der 1. März 2019. Entworfen wurde sie vom Grafiker Armin Lindauer aus Mannheim.

## Auszeichnungen und Preise
- 2015: Auszeichnung, Deutscher Architekturpreis
- 2015: Nominierung, Mies van der Rohe Award[5]
- 2016: BDA-Preis Bayern, in der Kategorie Kulturbauten & Preis der Jury
- 2016: „Große Nike“ und „Nike für soziales Engagement“
- 2016: Artouro Bayerischer Tourismus-Architektur-Preis
- 2017: Architekturpreis Beton

## Filmografie
- Beton. Für große Ideen. Das Konzerthaus Blaibach.
- Blaibach Konzerthaus Bürgerbegehren
- Kultur oder Wissenschaft – Der Bau des neuen Konzerthauses in Blaibach
- Beton. Für große Ideen. Konzerthaus Blaibach – Preview #4